# زهرداران
زهرداران (به لاتین: Toxicofera) (یونانی برای "کسانی که دارای زهر یا سم") برای کلادی از خزندگان پولک‌دار (squamates) که شامل مارها، مارمولک‌ریختان (بزمجه، هیولای هیلا و مارمولک تمساح) و ایگوآناسانیان (ایگوانا، آگاماها و آفتاب‌پرست) پیشنهاد شده‌است. زهرداران دربردارندهٔ حدود ۴۶۰۰ گونه (نزدیک به ۶۰٪) از پولک‌داران موجود است. همه گونه‌های خزنده زهردار و همچنین گونه‌های غیرسمی متعدد مرتبط را دربر می‌گیرد. شواهد ریخت‌شناسی کمی برای پشتیبانی از این گروه‌بندی وجود دارد، با این حال توسط تمام آنالیزهای مولکولی تا سال ۲۰۱۲ بازیابی شده‌است.

## طبقه‌بندی
زهرداران گروه‌های زیر از طبقه‌بندی سنتی را دربردارد:
- زیرراستهٔ مارها (مارها)
- زیرراسته ایگوآناسانیان (ایگوانا، مارمولک‌های اژدها، آفتاب‌پرست و دیگران)
- فراراسته مارمولک‌ریختان، متشکل از:
  - خانواده بزمجه‌ایان (بزمجه‌ها)
  - خانواده مارمولکان بی‌دست‌وپا (مارمولک تمساح، مارمولک شیشه‌ای و دیگران)
  - خانوادهٔ گلمیخ‌پوست (هیولای هیلا و مارمولک پوست‌منجوقی)
  - خانواده مارمولک تمساح چینی
  - خانواده Xenosauridae (سوسمار پولک‌دار)